# Éder Lima
Éder Lima (sinh ngày 5 tháng 2 năm 1986) là một cầu thủ bóng đá người Brasil.

## Sự nghiệp câu lạc bộ
Éder Lima đã từng chơi cho Ventforet Kofu.